# Саланха хамам
Саланха хамам (на македонска литературна норма: Саланха амам) е хамам, турска баня в струмишкото село Банско, Република Македония.
Съдейки по големината и конструктивните елементи, хамамът вероятно е бил построен като семеен в XVII век. Разположен е източно от римските бани на наклонен терен. Размерите на хамама са 5 на 5 m, като заедно с изградените в 1960 година западно от него съблекални заема около 33 m2. Има правоъгълна основа и във вътрешността му има басейн, дълбок 140 см, в който се влиза със стълби. Басейнът е с размери 3,4 на 3,4 m. Куполът на хамама е с диаметър от 4 m и е на пандантифи с малки кръгли отвори, които осигуряват осветлението. В ново време върху купола е поставен ламаринен покрив на челичена конструкция. дебелината на стените е 90 cm. Входът е висок 1,7 m и широк 0,7 m. Във вътрешността на хамама има ниши и малък прозорец на северната стена. Хамамът се е снадбядал с вода от околните извори.